# وانغ فنغ
وانغ فنغ (بالصينية: 汪峰)) مغني روك وكاتب أغاني صيني من مواليد بيجين (بكين) عام 1971 . يعتبر وانغ فنغ مؤسس فرقة رقم 43 باوجيا الغنائية، والتي قدمت ألبومين «رقم.43 طريق باوجيا»(1997) كذلك النسخة الثانية من الألبوم «رقم.43 طريق باوجيا» (1998). بعد ذلك قام بالتوقيع عقد مع شركة وارنار للموسيقى ببكين. في عام (2000) قام بإطلاق ألبومه الثالث والذي بدء فيه الغناء فردي، قدم عام 2004 واحدة من أشهر أغانيه (التحليق عاليا)

## روابط خارجية
- وانغ فنغ على موقع ميوزك برينز (الإنجليزية)